# Фэрфакс (округ)
Фэрфакс (англ. Fairfax County) — городской округ в США, в штате Виргиния.

## География и демография

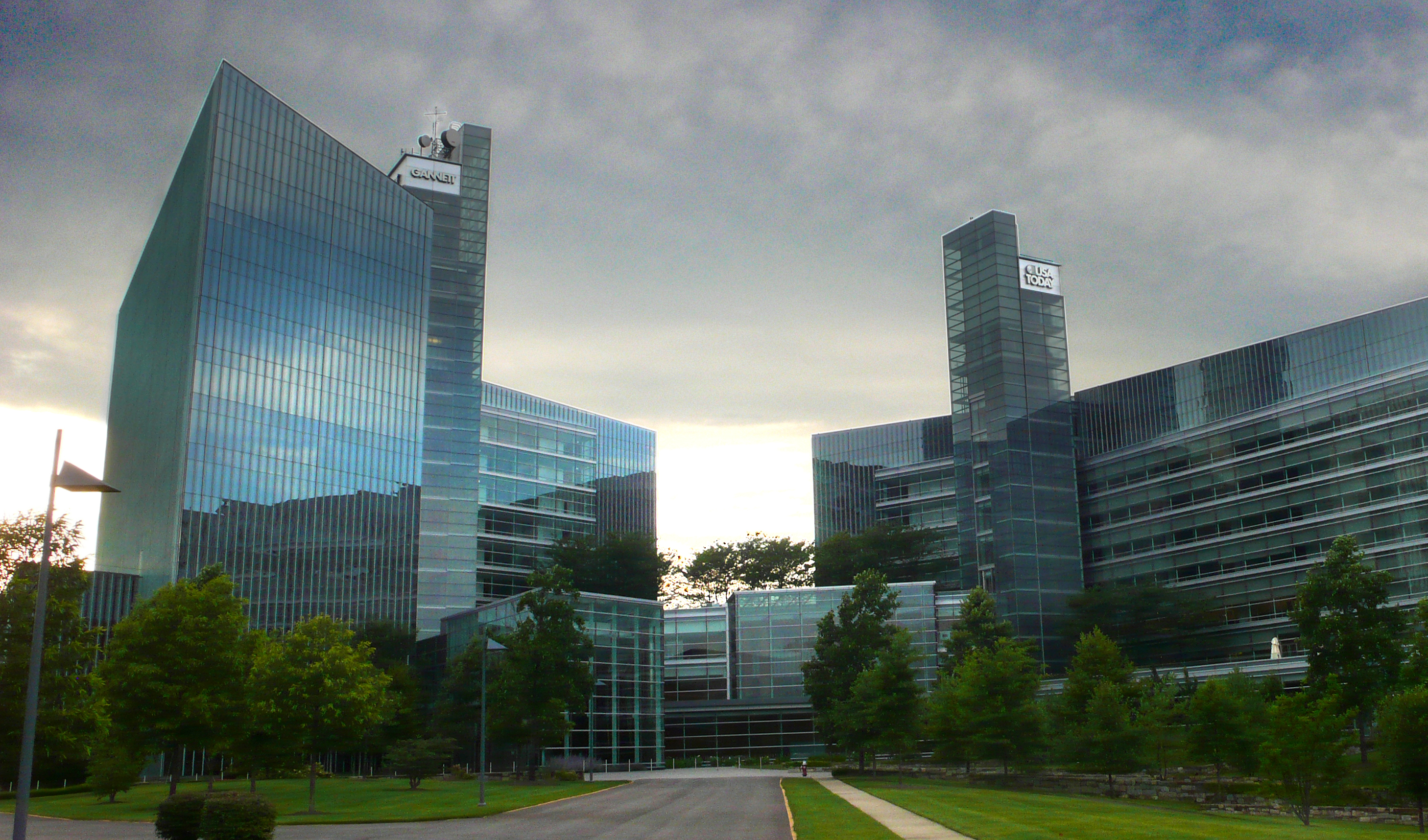
Здание правления газеты USA Today. Маклин, округ Фэрфакс, Виргиния

Округ Фэрфакс расположен в восточной части США, на крайнем северо-востоке штата Виргиния. На его северо-востоке и юго-востоке, по реке Потомак, проходит граница между штатами Виргиния и Мэриленд. На востоке соприкасается с округом Арлингтон и городом Александрия, фактически пригородами американской столицы. Административный центр округа — город Фэрфакс. Округ разделён на 9 районов (англ. district): Браддок, Дранесвиль, Хантер-Милл, Ли, Мэйсон, Маунт-Вернон, Провиденс, Спрингфильд, Сюлли. По данным Бюро переписи США, общая площадь округа равняется 1 050 км², из которых 1 010 км² суша и 39 км² или 3,8 % это водоемы.

### Соседние округа
- независимый город Фэрфакс — анклав
- Лаудон — северо-запад
- Принс-Уильям — юго-запад
- независимый город Фолс-Черч — восток
- Арлингтон — восток
- независимый город Александрия — восток
- Чарльз (Мэриленд) — юго-восток
- Принс-Джорджес (Мэриленд) — восток
- Монтгомери (Мэриленд) — север

## Население
Численность населения составляет 1.037.605 человек (на 2009 год), что делает его самым населённым округом Виргинии. Плотность населения равна 1.014 чел./км².
69,91 % населения округа составляют белые, 13 % — выходцы из Азии, 11,03 % — латиноамериканцы, 8,57 % — негры, 0,26 % — индейцы. Годовой средний семейный доход в округе Фэрфакс составляет 92.146$ и является (после соседнего округа Лауден) вторым по величине в США.
В связи с непосредственной близостью со столицей США и кучным расположением здесь высокотехнологичных производств и исследовательских фирм, среди населения округа особо высоко число чиновников, служащих и профессионалов-интеллектуалов (число последних в округе Фэрфакс больше, чем в Кремниевой долине).

## История
Округ был образован в 1742 году из части территории виргинского округа Принс-Уильям и был назван в честь Томаса Фэрфакса, 6-го лорда Фэрфакс-оф-Кэмерон. В 1757 году из него были выделены земли, составлявшие 2/3 территории, где был образован округ Лаудон. В годы Гражданской войны на территории округа проходили ожесточённые бои, в частности сражение при Шантильи и Второе сражение при Булл-Ран.